# Abbo Cernuus
Abbo Cernuus (łac. Abbo Koślawy), Abbo Parisiensis (ur. ok. 850, zm. po 923) – mnich benedyktyński z opactwa Saint-Germain-des-Prés (Paryż). 

## Życiorys
Urodził się w połowie IX w., był obecny przy zdobyciu Paryża przez Normanów. Dał jego łaciński wierszowany opis De bellis Parisiacae urbis. Pozostawił po sobie także zbiór kazań i pouczeń dla duchowieństwa Paryża i Poitiers [PL CXXII].